# Petrus Pavlicek
Petrus Pavlicek (Innsbruck, 6. siječnja 1902. – Beč, 14. prosinca 1982.) bio je austrijski franjevac kapucin koji je osnovao katolički molitveni pokret s ciljem mira i oslobođenja Austrije od sovjetske prisutnosti nakon Drugog svjetskog rata. Pokret je postao masovan i nakon sedam godina, potpisan je Austrijski državni ugovor i Sovjeti su se povukli iz Austrije. Proces beatifikacije Petrusa Pavliceka započeo je 2000. godine. Ima naslov časni sluga Božji.
Rođen je u Innsbrucku kao Otto Pavlicek. Otac mu je bio carski časnik češkoga porijekla, a majka Austrijanka umrla je kada je bio u dobi od dvije godine. Nakon preseljenja u Beč i Olomouc, napustio je vjeru 1921. i radio za razne tvrtke prije nego što je studirao umjetnost u Wrocławu. Živio je kao umjetnik u europskim prijestolnicama i oženio se civilno 1932. s umjetnicom Kathleen Nell Brockhouse. Brak je zbog prekida sporazumno raskinut u veljači 1936.
Nakon teške bolesti, Pavlicek se 1935. vratio katoličanstvu i želio je postati svećenik. Nije bio primljen u franjevački red u Innsbrucku i Beču jer je već imao 35 godina. Ali mu je to uspjelo u Pragu, gdje se pridružio franjevcima kapucinima, uzevši redovničko ime Petrus. Tijekom Drugog svjetskog rata uhitio ga je Gestapo, ali je oslobođen, zatim je služio kao bolničar i postao ratni zarobljenik. U zatočeništvu je prvi put saznao za Marijina ukazanja u Fátimi.
Nakon rata, nastanio se u Beču, gdje je tijekom hodočašća u Mariazell 1946. godine osjetio unutarnji glas koji mu je govorio: „Učini štogod ti kažem i imat ćeš mir”. Protumačio je to kao znak, da Djevica Marija traži od vjernika da neumorno mole krunicu kako bi se Austrija oslobodila od komunizma i prisustva Sovjeta, koji su ostali u dijelu Austrije nakon pada nacizma. 
To ga je inspiriralo da 1947. godine osnuje katolički molitveni pokret molitve krunice za mir. Pokret je s vremenom postao masovan s velikim javnim procesijama u Beču svaki mjesec - 13. dana u mjesecu. Pridružili su se i austrijski premijer Leopold Figl i članovi Vlade. Premijer je predvodio godišnju procesiju.
Pavlicek je potpisivanje Austrijskog državnog ugovora 1955. godine pripisao svom molitvenom pokretu. Tim Ugovorom, Austrija je ponovno postala samostalna država te su prestale postojati Savezničke okupacijske zone u Austriji - američka, britanska, francuska i sovjetska. Do Ugovora je došlo nakon Staljinove smrti i pristajanja Austrijanaca na traženje SSSR-a da budu politički neutralni.
Predvodio je molitveni pokret do svoje smrti 1982. godine, a proces njegove beatifikacije započeo je 2000. godine.